# Betta pi
Betta pi är en fiskart som beskrevs av Tan, 1998. Betta pi ingår i släktet Betta och familjen Osphronemidae. Inga underarter finns listade.